# Lijst van dichters
Dit is een lijst van niet-Nederlandstalige en niet-Engelstalige dichters.
Zie ook:
- Lijst van Nederlandstalige dichters
- Lijst van Engelstalige dichters

## A
- Chris Abani (Nigeria, 1966; taal: Engels)
- Anna Achmatova (Oekraïne/Rusland, 1888-1966; taal: Russisch)
- Adnan Adil (Irak/België, 1971; taal: Arabisch)
- Endre Ady (Hongarije, 1877-1919; taal: Hongaars)
- Yahya Alavi Fard (Iran, 1973; taal: Perzisch)
- Sutan Takdir Alisjabana (Indonesië, 1908; taal: Bahasa Indonesia)
- Alkaios (Alcaeus) (Griekenland, 6e eeuw v.Chr.; taal: Eolisch (Oudgrieks))
- Ghayath Almadhoun (Palestina/Zweden, 1979; taal: Arabisch)
- Publio Fausto Andrelini (Italië, circa 1462–1518; taal: Italiaans)
- Gabriele D'Annunzio (Italië, 1863-1938; taal: Italiaans)
- Chairil Anwar (Indonesië, 1922-1949; taal: Bahasa Indonesia)
- Johann-Conrad Appenzeller (Zwitserland, 1775-1850; taal:Duits)
- Guillaume Apollinaire (Frankrijk, 1880-1918; taal: Frans)
- Thomas van Aquino (Italië/Frankrijk, ca 1225-1274; taal: Middeleeuws Latijn)
- Louis Aragon (Frankrijk, 1897-1982; taal: Frans)
- János Arany (Hongarije, 1817-1882; taal: Hongaars)
- Archipoeta (geboren tussen 1125 en 1135 - overleden na 1165; taal: Middeleeuws Latijn)
- Reinaldo Arenas (Cuba, 1943-1990; taal: Spaans)
- Patricia Ariza (Colombia, 1948; taal: Spaans)
- Frank Martinus Arion (Ned. Antillen/Nederland, 1936; taal: Papiaments en Nederlands)
- Werner Aspenström (Zweden, 1918; taal: Zweeds)
- Jawad al-Assadi (Irak, 1947; taal: Engels)
- William Auld  (Schotland, 1924-2006, taal: Esperanto)
- Tommaso Aversa (koninkrijk Sicilië, 1623-1663, taal: Italiaans en Siciliaans)

## B
- Ingeborg Bachmann (Oostenrijk, 1926-1973; taal: Duits)
- Mihály Babits (Hongarije, 1883-1941; taal: Hongaars)
- Matija Ban (Kroatië, 1818-1903; taal: Kroatisch)
- Bai Juyi (China, 772-846; taal: Chinees) (Bai is zijn familienaam)
- Bálint Balassi (Hongarije, 1554-1594; taal: Hongaars)
- Eva Baltasar i Sardà (Spanje 1978; taal: Catalaans)
- Ion Barbu (Roemenië, 1895-1961; taal: Roemeens)
- Max Barthel (Duitsland, 1893-1975; taal: Duits)
- Matsuo Bashō (Japan, 1644-1694; taal: Japans)
- Nnimmo Bassey, (Nigeria, 1958; taal: Engels)
- Charles Baudelaire (Frankrijk, 1821-1867; taal: Frans)
- Gottfried Benn (Duitsland, 1886-1964; taal: Duits)
- Werner Bergengruen (Letland/Duitsland, 1892-1956; taal: Duits)
- Chajiem Nachman Bialik (Oekraïne/Brits mandaatgebied Palestina, 1873-1934; taal: Hebreeuws)
- Bjørnstjerne Bjørnson (Noorwegen, 1832-1910; taal: Noors)
- Aleksandr Blok (Rusland/USSR, 1880-1921; taal: Russisch)
- Jan Gelinde van Blom (Nederland/Friesland, 1796–1861; taal: Fries)
- Helena de Boer (Nederland/Friesland, 1962; taal: Fries)
- Augusto Boal (Brazilië 1931-2009; taal: Portugees)
- Pellegra Bongiovanni (Pauselijke Staat  -1770; taal: Italiaans)
- Borat Ali Fadaie (Afghanistan; taal Afghaans)
- Jorge Luis Borges (Argentinië, 1899-1986; taal: Spaans)
- Juan Boscán (Spanje, 1490-1542; taal: Catalaans)
- Ruđer Bošković (Kroatië, 1711-1787; taal: Kroatisch)
- Rudy van Bossé, met pseudoniem Djinti, (Suriname, 1949; taal: Sranan)
- Nora Bossong (Duitsland, 1982; taal: Duits)
- Johan Börjesson (Zweden, 1790-1866; taal: Zweeds)
- Marjorie Boulton (Verenigd Koninkrijk, 1924-2017, taal: Esperanto)
- Antoine Boute (België, 1978; taal: Frans)
- Breyten Breytenbach (Zuid-Afrika/Frankrijk, 1939-2024; taal: Afrikaans (en Engels))
- Albert Brennink (Nederland/Duitsland, 1924; taal: Duits)
- Clemens Brentano (Duitsland, 1778-1842; taal: Duits)
- Jan Brzechwa (Polen, 1898-1966; taal: Pools)
- Mile Budak (Kroatië, 1889-1945; taal: Kroatisch)
- Johanna van Buren (Nederland, 1881-1962; taal: Nedersaksisch / Twents)
- Bertolt Brecht (Duitsland/Verenigde Staten, 1898-1956; taal: Duits)
- André Breton (Frankrijk, 1896-1966; taal: Frans)
- Karl Bröger (Duitsland, 1886-1944; taal: Duits)

## C
- Edgar Cairo (Suriname/Nederland, 1948-2000; taal: Sranan en Surinaams-Nederlands)
- Luís de Camões (Portugal, 1524-1580; taal: Portugees)
- Maria Aurèlia Capmany i Farnés (Spanje, 1918-1985; taal: Catalaans)
- Julius von Caprivi (Duitsland, 1695-1768; taal: Duits (kerkliederen))
- Ernesto Cardenal (Nicaragua, 1925-2020; taal: Spaans)
- Giosuè Carducci (Italië, 1835-1907; taal: Italiaans)
- Hans Carossa (Duitsland, 1878-1956; taal: Duits)
- Catullus (Rome, ca. 84 - ca. 54; taal: Latijn)
- Paul Celan (Roemenië/Oostenrijk/Frankrijk, 1920-1970; taal: Duits)
- André Chénier (Frankrijk, 1762-1794; taal: Frans)
- Nicolò Chetta, (Albanees: Nikollë Keta) (koninkrijk Sicilië, 1741-1803; taal: Albanees)
- Paul Claudel (Frankrijk, 1868-1955; taal: Frans)
- Hermann Claudius (Duitsland, 1878-1980; taal: Duits)
- Matthias Claudius (Pseudoniem Asmus) (Duitsland, 1740-1815; taal: Duits)
- William Cliff (België, 1940; taal: Frans)
- Albert Cohen (Zwitserland, 1895-1981; taal: Frans)
- Patrick Cornillie (België, 1961; taal: Nederlands)
- Mihály Csokonai Vitéz (Oostenrijk (Hongarije), 1773-1805; taal: Hongaars)
- Sándor Csoóri (Hongarije, 1930; taal: Hongaars)

## D
- Simon Dach (Duitsland, 1605-1659; taal: Duits en Neolatijn)
- Stig Dagerman (Zweden, 1923; taal: Zweeds)
- Eppie Dam (Friesland/Nederland, 1953; taal: Fries, Pompsters dialect en (Nederlands))
- Dante Alighieri (Italië, 1265-1321; taal: Italiaans)
- Mahmoed Darwish (Palestina, 1941-2008; taal: Arabisch)
- Richard Dehmel (Duitsland, 1863-1920; taal: Duits)
- Benedetto Dei (Italië, 1418–1492; taal: Italiaans)
- Gavrila Derzjavin (Rusland, 1743–1816; taal: Russisch)
- Mircea Dinescu (Roemenië, 1950; taal: Roemeens)
- R. Dobru (Suriname, 1935–1983; taal: Sranan en Surinaams-Nederlands; schrijversnaam van Robin Raveles)
- Hendrik Doeff (Nederland, 1777–1835; taal: Japans)
- Carlo de’ Dottori (Italië, 1618-1686; taal: Italiaans)
- Janus Dousa (Nederland, 1545–1604; taal: Neolatijn)
- Annette von Droste-Hülshoff (Duitsland, 1797-1848; taal: Duits)
- Moesa Dzjalil (Tatarstan, Sovjet-Unie, 1905-1944; taal: Tataars en Russisch)

## E
- Peter van Eboli (koninkrijk Sicilië, 12e-13e eeuw)
- Bülent Ecevit (Turkije, 1925-2006; taal: Turks)
- Roestam Effendi (Nederlands-Indië/Nederland, 1903-1979; taal: Bahasa Indonesia)
- Kristiina Ehin (Estland, 1977; taal: Estisch)
- Günter Eich (Duitsland, 1907-1972; taal: Duits)
- Joseph von Eichendorff (Polen/Duitsland, 1788-1857; taal: Duits)
- Paul Éluard (Frankrijk, 1895-1952; taal: Frans)
- Mihai Eminescu (Roemenië, 1850-1889; taal: Roemeens)
- Yunus Emre (Turkije, 1280-1321; taal: Turks)
- Hans Magnus Enzensberger (Duitsland, 1929; taal: Duits)
- Recep Tayyip Erdoğan (Turkije, 1954; taal: Turks)
- Haydar Ergülen (Turkije, 1956; taal: Turks)
- Mehmet Akif Ersoy (Turkije, 1873-1936; taal: Turks)
- María Fernanda Espinosa (Ecuador, 1964; taal: Spaans)
- Eugenios van Palermo (koninkrijk Sicilië, 12e-13e eeuw; taal: Grieks)
- Lucía Etxebarria (Spanje, 1966; taal: Spaans)
- Elisabeth Eybers (Zuid-Afrika/Nederland, 1915-2007; taal: Afrikaans)

## F
- August Heinrich Hoffmann von Fallersleben, ook bekend als August Heinrich Hoffmann, (Duitsland, 1798-1874; taal: Duits)
- Carolus Fernand (Spanje/Vlaanderen/Frankrijk, 14??–1517; taal: Neolatijn)
- Gabriel Ferrater (Spanje, 1922-1972; taal: Catalaans)
- Theodor Fontane (Duitsland, 1819-1898; taal: Duits)
- Venantius Fortunatus (Italië/Frankrijk, ca. 536-610; taal: Latijn)
- Jon Fosse (Noorwegen, 1959; taal: (hoofdzakelijk) Nynorsk)
- Marie de France (Frankrijk/Engeland, medio 12e eeuw; taal: Latijn en Frans)
- Frankétienne, pseudoniem van Frank Étienne (Haïti, 1926-2025; taal: Frans en Haïtiaans-Creools)
- Pieter de Frans (Nederland, 1645-1704; taal: Neolatijn)
- Elsa von Freytag-Loringhoven, met pseudoniem Fanny Essler, (Duitsland, 1874-1927; taal: Duits)
- Wolfgang Frommel (Duitsland, 1902-1986; taal: Duits)

## G
- Almeida Garrett (Portugal, 1799-1854; taal: Portugees)
- Francesco Garsia (Koninkrijk Sicilië, 1590-1670; talen: Siciliaans, Toscaans, Castiliaans en Neolatijn)
- Théophile Gautier (Frankrijk, 1811-1872; taal: Frans)
- Karl Gjellerup (Denemarken/Duitsland, 1857-1919; taal: Deens en Duits)
- Stefan George (Duitsland, 1868-1933; taal: Duits)
- Paul Gerhardt (Duitsland, 1607-1676; taal: Duits)
- Mirza Ghalib (India, 1797-1869; taal: Urdu en Perzisch)
- Nicolas Gilbert (Frankrijk, 1750-1780; taal: Frans)
- Louise Glück (Verenigde Staten, 1943–2023; taal: Engels)
- Johann Wolfgang von Goethe (Duitsland, 1749-1832; taal: Duits)
- Leah Goldberg (Duitsland/Brits mandaatgebied Palestina/Israël, 1911-1970; taal: Hebreeuws)
- Indira Goswami (India, 1942; taal: Assamees)
- Joseph Grandgagnage (België, 1797-1877; taal: Frans)
- Franz Joseph van der Grinten (Duitsland, 1933-2002; taal: Duits)
- Hugo de Groot, gelatiniseerd: Hugo Grotius (Nederland, 1583-1645; taal Nederlands en Neolatijn)
- Ferreira Gullar (Brazilië, 1930; taal: Braziliaans)

## H
- Hafez (Perzië, ca 1320-ca 1390; taal: Perzisch)
- Jehoeda Halevi (Spanje, ca. 1075-1141; taal: Hebreeuws)
- Albrecht von Haller (Zwitserland, 1708-1777; taal: Duits)
- Amir Hamzah (Indonesië, 1911-1946; taal: Bahasa Indonesia)
- Friedrich von Hardenberg (pseudoniem: Novalis) (Duitsland, 1772-1801; taal: Duits)
- Julia Hartwig (Polen, 1921; taal: Pools)
- Arif Hasan (Pakistan, 1943-, taal: Engels)
- Wilhelm Hauff, (Duitsland, 1802-1827; taal: Duits)
- Albrecht Haushofer (pseudoniemen: Jürgen Dax, Jörg Werdenfels) (Duitsland, 1903-1945; taal: Duits)
- Johann Heermann (Duitsland, 1585–1647; taal: Duits (kerkliederen))
- Verner von Heidenstam (Zweden, 1859-1940; taal: Zweeds)
- Heinrich Heine (Duitsland/Frankrijk, 1797-1856; taal: Duits)
- Paul Heyse (Duitsland, 1830-1914; taal: Duits)
- Zbigniew Herbert  (Polen, 1924–1998; taal: Pools)
- Johann Gottfried Herder (Duitsland, 1744-1803; taal: Duits)
- Hermann Hesse (Duitsland/Zwitserland, 1877-1962; taal: Duits)
- Nazım Hikmet (Turkije/Griekenland, 1902-1963; taal: Turks)
- Wolfgang Hilbig (Duitsland, 1941-2007; taal: Duits)
- Jakob van Hoddis (Duitsland, 1887-1942; taal: Duits)
- August Heinrich Hoffmann (Duitsland, 1798-1874; taal: Duits)
- Hugo von Hofmannsthal (Oostenrijk, 1874-1929; taal: Duits)
- Friedrich Hölderlin (Duitsland, 1770-1843; taal: Duits)
- Hans Egon Holthusen (Duitsland, 1913-1997; taal: Duits)
- Frâns Holwerda (Nederland/Friesland, 1938-2000; taal: Fries)
- Homerus (Griekenland, ?8e eeuw voor onze jaartelling; taal: Oud-Grieks)
- Horatius (Rome/Athene, 65-8 voor onze jaartelling; taal: Latijn)
- Victor Hugo (Frankrijk/Kanaaleilanden, 1802-1885; taal: Frans)
- Arjan Hut (Friesland/Nederland, 1976; taal: Fries)

## I
- Sir Mohammed (Muhammad) Iqbal (India (nu Pakistan), 1877-1938; talen: Urdu en Perzisch)
- Awetik Isahakian (Armenië, 1875-1957; taal: Armeens)

## J
- Sergej Alexandrovitsj Jessenin (Rusland, 1895-1925; taal: Russisch)
- Jevgenij Alexandrovitsj Jevtoesjenko (Rusland, 1933; taal: Russisch)
- Ingrid Jonker (Zuid-Afrika, 1933-1965; taal: Afrikaans)
- Attila József (Hongarije, 1905-1937 ; taal: Hongaars)

## K
- Ilya Kaminsky (Oekraine/Verenigde Staten, 1977; taal: Engels)
- Sándor Kányádi (Roemenië, 1929-2018; taal: Hongaars)
- Jaan Kaplinski (Estland, 1941-2021; taal: Estisch)
- Doris Kareva (Estland, 1958; taal: Estisch)
- Kostas Karyotakis (Griekenland, 1896-1928; taal: Grieks)
- Lajos Kassák (Hongarije, 1887-1967; taal: Hongaars)
- Erich Kästner (Duitsland, 1899-947; taal: Duits)
- Konstantínos Kaváfis (Egypte/Engeland/Griekenland/Turkije, 1863-1933; taal: Grieks)
- Omar Khayyám (Perzië, 1048-1123; taal: Perzisch)
- Nikos Kazantzakis (Griekenland, 1882-1957; taal: Grieks)
- Francis Scott Key (Verenigde Staten, 1779–1843; taal: Engels)
- Rudyard Kipling (Brits-Indië/Engeland, 1865-1936; taal: Engels)
- Heinrich von Kleist (Duitsland, 1777-1811; taal: Duits)
- Friedrich Gottlieb Klopstock (Duitsland, 1723-1803; taal: Duits)
- Elisabeth Koolaart-Hoofman (Nederland/Duitsland, 1664–1736; taal: Nederlands en Neolatijn)
- Urszula Kozioł (Polen, 1931-1925; taal Pools)
- Dimitris P. Kraniotis (Griekenland, 1966; taal: Grieks)
- Ignacy Krasicki (Polen, 1735-1801; taal Pools)
- Antjie Krog (Zuid-Afirka, 1952; taal: Afrikaans)
- Jaan Kross (Estland, 1920-2007; taal: Estisch)
- Stanley Kunitz (Verenigde Staten, 1905-2006; taal: Engels)
- Jamyang Kyi (Tibet, 1965; taal: Tibetaans)

## L
- Alphonse de Lamartine (Frankrijk, 1790-1869; taal: Frans)
- Halldór Laxness ( IJsland, 1902-1998; taal: IJslands)
- Eino Leino (Rusland/Finland, 1878-1926; taal: Fins)
- Nikolaus Lenau (Oostenrijk, 1802-1850; taal: Duits)
- Michail Lermontov (Rusland, 1814-1841; taal: Russisch)
- Heinrich Lersch (Duitsland, 1889-1936; taal: Duits)
- Gotthold Ephraim Lessing (Duitsland, 1729-1781; taal: Duits)
- Juhan Liiv (Estland (Rusland), 1864-1913; taal: Estisch)
- Detlev von Liliencron (Duitsland, 1844-1909; taal: Duits)
- Carl van der Linde (Duitsland, 1861-1930; taal: Nedersaksisch)
- Taban lo Liyong (Soedan, 1939; taal: Engels)
- Federico García Lorca (Spanje, 1898-1936; taal: Spaans)
- Viivi Luik (Estland, 1946; taal: Estisch)

## M
- Dora Maar (Frankrijk, 1907-1997; taal: Frans)
- Maurice Maeterlinck (België, 1862-1949; taal: Frans)
- Anke Maggauer-Kirsche (Duitsland/Zwitserland, 1948; taal: Duits)
- Vladimir Majakovski (Rusland/USSR, 1893-1930; taal: Russisch)
- Osip Mandelsjtam (Rusland/USSR, 1892-1938; taal: Russisch)
- Kettly Mars (Haïti, 1958; taal: Frans)
- Clément Marot (Frankrijk, 1496-1544; taal: Frans)
- Marko Marulić (Kroatië, 1450-1524; taal: Kroatisch)
- Aggie van der Meer (Friesland/Nederland, 1927–2023; taal: Fries)
- Dmitri Merezjkovski (Rusland, 1865-1941; taal: Russisch)
- Conrad Ferdinand Meyer (Zwitserland, 1825-1898; taal: Duits)
- Carlo Michelstaedter (Italië, 1887-1910; taal: Italiaans)
- Adam Mickiewicz (Polen (Rusland), 1798-1855; taal: Pools)
- Antun Mihanović (Kroatië, 1796-1861; taal: Kroatisch)
- Domenico Milèlli (Italië, 1841-1905; taal: Italiaans en Calabrisch)
- Charles Millevoye (Frankrijk, 1782-1816; taal: Frans)
- Czesław Miłosz (Polen/VS, 1911-2004; taal: Pools)
- John Milton (Engeland, 1608-1674; talen: Engels en Neolatijn)
- Ide Min, met pseudoniem IDEM, (Bergen (NH), Nederland, 1900-1991; taal: West-Fries)
- Dolors Miquel (Spanje, 1960; taal: Catalaans)
- Frédéric Mistral (Frankrijk, 1830-1914; taal: Occitaans)
- Tin Moe (Myanmar, 1933-2007; taal: Birmaans)
- Christian Morgenstern (Duitsland, 1871-1914; taal: Duits)
- Eduard Mörike (Duitsland, 1804-1875; taal: Duits)
- Wilhelm Müller (Duitsland, 1794-1827; taal: Duits)
- Börries (Freiherr) von Münchhausen (Duitsland, 1874-1945; taal: Duits)
- Jens Emil Mungard (Duitsland, 1885-1940; taal: Sölring (Noord-Fries))
- Alexandru Mușina (Roemenië, 1954; taal: Roemeens)
- Cornelis Musius (Nederland, 1500-1572; taal: Neolatijn)
- Alfred de Musset (Frankrijk, 1810-1857; taal: Frans)

## N
- Božena Němcová (Tsjechië, 1820-1862; taal: Tsjechisch)
- Carel de Nerée tot Babberich (Nederland, 1880-1909; taal: Frans en Nederlands)
- Jan Neruda (Tsjechië, 1834-1891; taal: Tsjechisch)
- Pablo Neruda (Chili, 1904-1973; taal: Spaans)
- Malangatana Ngwenya (Mozambique, 1936-2011; taal: ?)
- Dagmar Nick (Polen/Duitsland, 1926; taal: Duits)
- Friedrich Nietzsche (Duitsland, 1844-1900; taal: Duits)

## O
- Adam Oehlenschläger (Denemarken, 1779-1850; taal: Deens)
- Louis Oliver (Creek Nation (Verenigde Staten), 1904-1991; taal: Muskogi)
- Martin Opitz (Duitsland, 1597-1639; taal: Duits)
- Dirk Opperman (Zuid-Afrika, 1914-1985; taal: Afrikaans)
- Theodulf van Orléans (Frankische Rijk, circa 750-760-821; taal: Latijn)

## P
- Josep Palau i Fabre (Spanje, 1917-2008; taal: Catalaans)
- Armijn Pane (Indonesië, 1908-1970; taal: Bahasa Indonesia)
- Sanoesi Pane (Indonesië, 1905-1968; taal: Bahasa Indonesia)
- Sofia Parnok (Rusland, 1885-1933; taal: Russisch)
- Titinga Frédéric Pacéré (Burkina Faso, 1943-2024; taal: Frans)
- Thomas Percy (Engeland, 1729-1811; taal: Engels)
- Fernando Pessoa (Portugal, 1888-1935; taal: Portugees)
- Charles Péguy (Frankrijk, 1873-1914; taal Frans)
- Sándor Petőfi (Hongarije, 1823-?1849; taal: Hongaars)
- Francesco Petrarca (Italië, 14e eeuw; taal: Italiaans)
- Pindarus (Griekenland, 518 of 522–ca. 443 v.Chr.; taal: Oud-Grieks)
- Ippolito Pindemonte (Italië, 1753-1823; taal: Italiaans)
- Joko Pinurbo (Indonesië, 1962-2024; taal: Bahasa Indonesia)
- Heinz Piontek (Polen/Duitsland, 1925-2003; taal: Duits)
- Josefina Plá (Paraguay, 1903-1999; taal: Spaans)
- August Graf von Platen (Duitsland, 1796-1835; taal: Duits)
- Aleksandr Poesjkin (Rusland, 1799-1837; taal: Russisch)
- Vasko Popa (Servië, 1922-1991; taal: Servisch)
- Obe Postma (Friesland/Nederland, 1868–1963; taal: Fries)
- Carla Porta Musa (Italië, 1902-2012; taal: Italiaans)
- Antonia Pozzi (Italië, 1912-1938; taal: Italiaans)
- France Prešeren (Krain, Slovenië, 1800-1849; taal: Sloveens)
- Jacques Prévert (Frankrijk, 1900-1977; taal: Frans)
- Sully Prudhomme (Frankrijk, 1839-1907; taal: Frans)

## Q
- Salvatore Quasimodo (Italië, 1901-1968; taal: Italiaans)
- Raymond Queneau (Frankrijk, 1903-1976; taal: Frans)

## R
- Rachel (Rusland/Oekraïne/Palestina, 1890-1930; taal: Hebreeuws en Russisch)
- Ranggawarsita (Nederlands-Indië (Surakarta, Java), 1802–1873, taal: Javaans)
- Herbert Edward Read (Engeland, 1893-1968; taal: Engels)
- Francesco Redi (Italië, 1626-1697; taal: Italiaans)
- Eugène Rellum (Suriname, 1896–1989; taal: Sranan)
- Rainer Maria Rilke (Oostenrijk, 1875-1926; taal: Duits)
- Arthur Rimbaud (Frankrijk, 1854-1891; taal: Frans)
- Karl Ristikivi (Estland/Zweden, 1912-1977; taal: Estisch)
- Rixt, pseudoniem van Hendrika Akke van Dorssen, (Friesland/Nederland, 1887-1979; taal: Fries)
- Robert Roberthin (Duitsland, 1600-1648; taal: Duits)
- Manuel da Silva Rosa (Portugal/USA, 1961; taal: Portugees)
- Friedrich Rückert (Duitsland, 1788-1866; taal: Duits)
- Paul-Eerik Rummo (Estland, 1942; taal: Estisch)
- Johan Ludvig Runeberg (Zweden (Finland), 1804-1877; taal: Zweeds)
- Youssef Rzouga (Tunesië, 1957; taal: Arabisch en Frans)

## S
- Juan José Saer (Argentinië, 1937-2005; taal: Spaans)
- Masuccio Salernitano (Italië, 1410-1475; taal: Italiaans)
- Suze Sanders, pseudoniem van Albertien Klunder-Hof (Nederland, 1953; taal: Drents (streektaal Nedersaksisch))
- Sappho (Griekenland, ca. 630–612 – ca. 580-570 v.Chr.; taal: Eolisch (Oudgrieks)
- Paweł Sarna (Polen, 1977; taal: Pools)
- Jamal al-Sayer (Koeweit, taal: Arabisch)
- Subagio Sastrowardoyo (Indonesië, 1924; taal: Bahasa Indonesia)
- Joseph Scaliger (Frankrijk/Nederland), 1540-1609; taal: Neolatijn)
- Sjoerd van der Schaaf (Friesland/Nederland, 1906–2006; taal: Fries)
- Friedrich Schiller (Duitsland, 1759-1805; taal: Duits)
- Johanna Schouten-Elsenhout (Suriname, 1910–1922; taal: Sranan)
- Reinhold Schneider (Duitsland, 1903-1958; taal: Duits)
- Rudolf Alexander Schröder (Duitsland, 1878-1962; taal: Duits)
- Anna Maria van Schurman (Nederland, 1607-1678; taal: Nederlands en Neolatijn)
- Annemarie Schwarzenbach (Zwitserland/Frankrijk, 1908-1942; taal: Duits)
- George Seferis (Griekenland, 1900-1971; taal: Grieks)
- Naomi Shemer (Palestina/Israël, 1930-2004; taal: Hebreeuws)
- Stefán Sigurðsson (IJsland, 1887-1933; taal: IJslands)
- Angelus Silesius (Silezië/Duitsland, 1624-1677; taal: Duits)
- Simonides (Kos, 556 v.Chr.-468 v.Chr.; taal: Oudgrieks)
- Sitor Situmorang (Indonesië/Nederland, 1924; taal: Bahasa Indonesia)
- Knuts Skujenieks (Letland, 1950; taal: Lets)
- Michaël Slory (Suriname, 1935–2018; taal: Sranan (en Engels, Spaans en Nederlands))
- Edith Södergran (Finland, 1892-1923; taal: Zweeds)
- Noto Soeroto[1] (Nederlands Indië, 1888-1951; taal: Nederlands)
- Fjodor Sologoeb, pseudoniem van Fjodor Koezmitsj Teternikov (Rusland, 1863-1927; taal: Russisch)
- S. Sombra, pseudoniem van Stanley Richard Slijngard (Suriname, 1939; taal: Sranan)
- Karl Sondershausen (groothertogdom Saksen-Weimar-Eisenach, 1792-1882; taal: Duits)
- Göran Sonnevi (Zweden 1939; taal: Zweeds)
- Triin Soomets (Estland, 1969; taal: Estisch)
- Carl Spitteler (Zwitserland, 1845-1924; taal: Duits)
- Ede Staal (Groningen/Nederland, 1941–1986; taal: Gronings (streektaal Nedersaksisch))
- Heinrich Stackmann (Duitsland, circa 1485–1532; taal: Duits)
- Steinn Steinarr (IJsland, 1908-1958; taal: IJslands)
- Theodor Storm (Duitsland, 1817-1888; taal: Duits)
- Notker de Stotteraar, ook geheten Balbulus (Zwitserland, ca. 840 – 912; taal: Latijn)
- Danila Stoyanova (Bulgarije, 1961-1984; taal: Bulgaars)
- Silvije Strahimir Kranjčević (Kroatië, 1865-1908; taal: Kroatisch)
- Cem Sultan (Ottomaanse Rijk, 1459-1495; taal: Turks)
- Wisława Szymborska (Polen, 1923–2012; taal: Pools)

## T
- Rabindranath Tagore (India/Bengalen, 1861-1941; taal: Bengali en Engels)
- Jan Engelbert Tatengkeng (Indonesië, 1907-1968; taal: Bahasa Indonesia)
- Enrico Arrigo Testa (Heilige Roomse Rijk, 13e eeuw; taal: Italiaans)
- Ngũgĩ wa Thiong'o (Kenia, 1938-2025; taal: Gikuyu en Engels)
- Thórbergur Thórdarson (IJsland, 1888 of 1889-1974; taal: IJslands)
- Widji Thukul (Indonesië, 1963-vermist sinds 1998; taal: Bahasa Indonesia)
- Thomas Tidholm (Zweden, 1943; taal: Zweeds)
- Georg Trakl (Oostenrijk, 1887-1914; taal: Duits)
- Tomas Tranströmer (Zweden, 1931; taal: Zweeds)
- Vitomirka Trebovac (Servië, 1980; taal: Servisch)
- Trefossa, pseudoniem van Henri Frans de Ziel, (Suriname, 1916-1975; taal Sranan)
- Chrétien de Troyes (Frankrijk, ca. 1135/1140-1190; taal: Frans)
- Tsangyang Gyatso (Tibet, 1683-1706; taal: Tibetaans)
- Ilia Tsjavtsjavadze (Georgië, 1837-1907; taal: Georgisch)
- Marina Tsvetajeva (Rusland, 1892-1941; taal: Russisch)
- Shimon Tzabar (Israël-Verenigd Koninkrijk, 1926-2007, taal: Hebreeuws)

## U
- Ludwig Uhland (Duitsland, 1787-1862; taal: Duits)
- Giuseppe Ungaretti (Italië, 1888-1970; taal: Italiaans)

## V
- Dario Varotari de Jongere (circa 1650-eind 17e eeuw; taal: Italiaans en Venetiaans)
- Garcilaso de la Vega (Spanje, 1503-1536; taal: Spaans)
- Vergilius (Rome, 70-19 voor onze jaartelling; taal: Latijn)
- Paul Verlaine (Frankrijk, 1844-1896; taal: Frans)
- Tarjei Vesaas (Noorwegen, 1897-1709; taal: Nynorsk)
- Alfred de Vigny (Frankrijk, 1797-1863; taal: Frans)
- Juhan Viiding (Estland, 1948-1995; taal: Estisch)
- Ida Vitale (Uruguay, 1923; taal: Spaans)
- Voltaire, schrijversnaam van François Marie Arouet, (Frankrijk, 1694-1778; taal: Frans)
- Lammert Voos (Groningen/Nederland, 1962; taal: Gronings (streektaal Nedersaksisch))
- Mihály Vörösmarty (Hongarije, 1800-1855; taal: Hongaars)
- Abe de Vries (Friesland/Nederland 1965; taal: Fries)
- Nyk de Vries (Friesland/Nederland, 1971; taal: Fries)

## W
- Herwarth Walden, pseudoniem van Georg Levin (Duitsland, 1878-1941; taal: Duits)
- Waling Dijkstra (Nederland, 1821–1914; taal: Fries)
- Wang Shixiang (China, 1914-2009; taal: Chinees)
- Michael Weiße (Duitsland, cira 1488-1534; taal: Duits)
- Lew Welch (Verenigde Staten, 1926-1971; taal: Engels)
- Franz Werfel (Oostenrijk, 1890-1945; taal: Duits)
- Roemer van Wesel (Nederland, 1625,1701; taal: Neolatijn)
- Phillis Wheatley (Senegambia/Verenigde Staten, 1753-1784; taal: Engels)
- Kenneth White (Schotland/Frankrijk, 1936-2023, taal: Frans (en Engels))
- Fritz Woike (Duitsland, 1890-1962; taal: Duits)
- Woeser (Tibet, 1966; taal: Mandarijn)

## Y
- Yasadipura I (Nederlands-Indië (Surakarta, Java), 1729–1802; taal: Javaans)
- Yasadipura II (Nederlands-Indië (Surakarta, Java), 1760-1844; taal: Javaans)
- Mohammad Yamin (Indonesië, 1903-1962; taal: Bahasa Indonesia)

## Z
- Adam Zagajewski (Polen, 1945-2021; taal: Pools)[2]
- Zhao Yisheng (China, 1914-2000, taal: Chinees)
- Julius Wilhelm Zincgref (Duitsland, 1591-1635; taal: Duits)